# Urania (Luisiana)
Urania es un pueblo ubicado en la parroquia de La Salle en el estado estadounidense de Luisiana. En el Censo de 2010 tenía una población de 1313 habitantes y una densidad poblacional de 366,82 personas por km².

## Geografía
Urania se encuentra ubicado en las coordenadas 31°51′48″N 92°17′28″O / 31.86333, -92.29111. Según la Oficina del Censo de los Estados Unidos, Urania tiene una superficie total de 3.58 km², de la cual 3.55 km² corresponden a tierra firme y (0.8%) 0.03 km² es agua.

## Demografía
Según el censo de 2010, había 1313 personas residiendo en Urania. La densidad de población era de 366,82 hab./km². De los 1313 habitantes, Urania estaba compuesto por el 68.32% blancos, el 30.54% eran afroamericanos, el 0.23% eran amerindios, el 0.08% eran asiáticos, el 0% eran isleños del Pacífico, el 0.3% eran de otras razas y el 0.53% pertenecían a dos o más razas. Del total de la población el 1.45% eran hispanos o latinos de cualquier raza.